# Adolf von Harnack
Karl Gustav Adolf von Harnack, född 7 maj 1851 i Dorpat, död 10 juni 1930 i Heidelberg, var en tysk evangelisk teolog och historiker, son till Theodosius Harnack.

## Biografi
von Harnack var född i nuvarande Tartu där hans far höll en professur i pastoral teologi. Han studerade vid det lokala universitet 1869–1872 och sedan vid universitetet i Leipzig, där han tog sin examen och strax efteråt, 1874, började föreläsa som Privatdozent.
Dessa föreläsningar, som behandlade sådana ämnen som gnosticismen och Uppenbarelseboken, väckte stor uppmärksamhet, och 1876 utsågs han till professor extraordinarius. Samma år började han publiceringen, tillsammans med Oscar Leopold von Gebhardt och Theodor Zahn, av en upplaga av verk av de apostoliska fäderna, Patrum apostolicorum opera – en mindre upplaga som kom ut 1877.
von Harnack var professor i kyrkohistoria i bl. a. Marburg 1886–1888 och därefter i Berlin. Hans rika produktion är koncentrerad till urkristendomen och gamla kyrkan.
Påverkad av Albrecht Ritschl engagerade sig von Harnack för en konsekvent historisk syn på kristendomen. I dogmbildningen såg han ett främmandegörande av Jesu budskap genom inflytande från hellenistisk spekulation. 
I sina berömda föreläsningar om Kristendomens väsen (1900) avdogmatiserade von Harnack den kristna traditionen till förmån för den etiska kärnan i Jesu budskap, nämligen den aktiva tron på "människosjälens oändliga värde".
Diskussionen kring von Harnacks tes pågick under åtskilliga decennier. Den är numera vetenskapligt övergiven men präglar många populärframställningar.
von Harnack blev 1890 medlem av tyska Vetenskapsakademin och invaldes som ledamot av Kungliga Vetenskapsakademien 1908.

## Svenska översättningar
- Dogmhistoriens trefaldiga utmynning (översättning Fredrik Fehr, Hæggström, 1891)
- Den apostoliska trosbekännelsen: en historisk redogörelse jämte ett slutord (översättning Fredrik Fehr, Hæggström, 1892)
- Svar på D. Cremers stridsskrift "Till striden om apostolikum" (översättning Fredrik Fehr, Hæggström, 1893)
- Den evangelisk-sociala uppgiften i ljuset af kyrkans historia (översättning Samuel Andreas Fries, Hæggström, 1894)
- Kristendomens väsende: sexton populära föreläsningar hållna vid universitetet i Berlin (översättning A. F. Åkerberg, med ett företal af Nathan Söderblom, Seligmann, 1900)
- Religiös tro och fri forskning jämte andra uppsatser (översättning August Carr, Wahlström & Widstrand, 1913)
- Kristendom och historia jämte andra uppsatser (översättning August Carr, Wahlström & Widstrand, 1913)
- Hvad vi hafva att lära och icke lära af den romerska kyrkan (översättning Henning Sjögren, Askerberg, 1916)
- Några Jesusord, som icke förekomma i våra evangelier (Diakonistyrelsen, 1923)